# Malcolm Sinclair

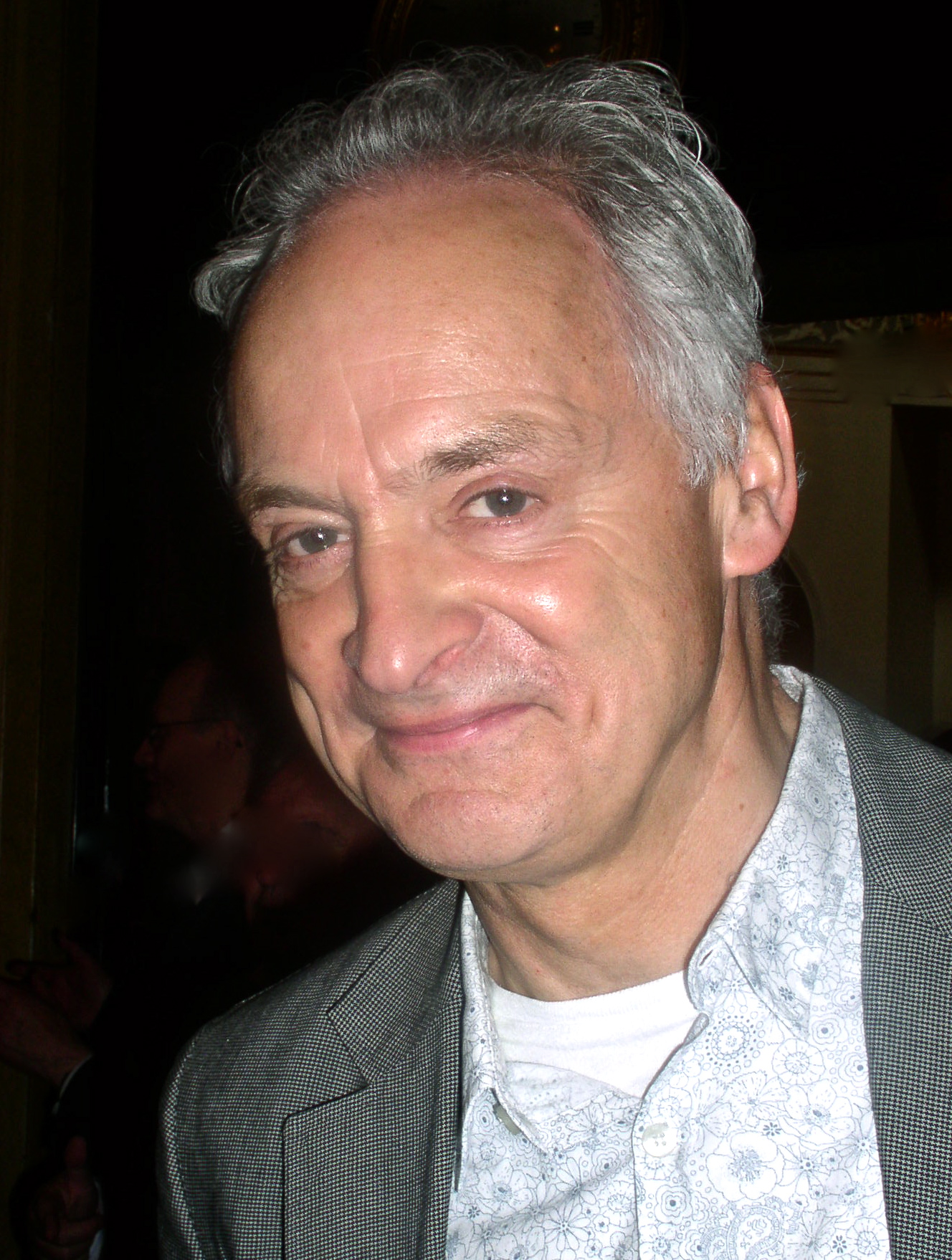
Malcolm Sinclair (2011)

Malcolm Sinclair (* 5. Juni 1950 in London) ist ein britischer Schauspieler.

## Leben
Nachdem Sinclair seine Schullaufbahn an der „Old Vic Theatre School“ in Bristol abgeschlossen hatte, entschied er sich, mit Theatergruppen Stücke aufzuführen. Dabei arbeitete er mit Vereinigungen wie dem „Royal National Theatre“ oder auch der „Royal Shakespeare Company“. Sinclairs erste Rollen erstreckten sich lange Zeit fast ausschließlich auf Fernsehfilme und -serien. Seine ersten Rollen, die er Mitte der 1970er Jahre erhielt, wie 1976 für die Fernsehserie A Pitcher of Snakes oder auch später für den Fernsehfilm Esther Waters bestätigen dies. 1984 spielte Sinclair erstmals in einem Kinofilm mit, der unter dem Namen Success is the Best Revenge anlief. In den 1990er Jahren folgten weitere Kinofilme, wie etwa Das Handtuch des jungen Giftmischers (1995). Trotzdem war Sinclair fast jedes Jahr in verschiedenen Fernsehserien zu sehen, bekanntere sind etwa Agatha Christie’s Poirot, für die er 1991 engagiert wurde. Für seine Teilnahme an der Serie Pie in the Sky von 1994 bis 1997 wurde er auf nationaler Ebene bekannt. Nach der Jahrtausendwende war Sinclair dann auch in mehreren international bekannten Kinofilmen zu sehen, 2006 zweimal in V wie Vendetta und dem Film Casino Royale aus der James-Bond-Reihe. 2010 war er noch in zwei englischsprachigen Fernsehserien zu sehen. 2022 verkörperte er in der Star-Wars-Serie Andor einen Militäroffizier, der vorher in mehreren Animationsserien von Tom Kane gesprochen und in Krieg der Sterne von Robert Clarke gespielt wurde.

## Filmografie
- 1976: A Pitcher of Snakes (Fernsehfilm)
- 1976: Victorian Scandals (Fernsehserie)
- 1977: Esther Waters (Fernsehfilm)
- 1984: Success is the Best Revenge
- 1985: Me and the Girls (Fernsehfilm)
- 1990: God on the Rocks (Fernsehfilm)
- 1990: Boon (Fernsehserie)
- 1991: Now That It’s Morning
- 1991: Agatha Christie’s Poirot (Fernsehserie)
- 1992: The Big Battalions (Fernsehserie)
- 1993: A Quest of Guilt (Fernsehfilm)
- 1994–1997: Pie in the Sky (Fernsehserie)
- 1995: Das Handbuch des jungen Giftmischers (The Young Poisoner’s Handbook)
- 1995: Under the Moon (Fernsehfilm)
- 1996: Operation Schmetterling (The Writing on the Wall, Fernsehfilm)
- 1997: Keep the Aspidistra Flying
- 1998: Casualty (Fernsehserie, 1 Folge)
- 2000: Inspector Barnaby (Midsomer Murders) Fernsehserie, Staffel 3, Folge 4: Der Fluch von Aspern Tallow (Beyond The Grave)
- 2000: Anna Karenina (Fernsehserie)
- 2001: Victoria & Albert (Fernsehfilm)
- 2001: Relic Hunter – Die Schatzjägerin (Relic Hunter, Fernsehserie, 1 Folge)
- 2003: The Statement
- 2004: Verrat in Venedig (Secret Passage)
- 2004: Making Waves (Fernsehserie)
- 2005: Falling (Fernsehfilm)
- 2006: V wie Vendetta (V for Vendetta)
- 2006: Rabbit Fever
- 2006: James Bond 007: Casino Royale (Casino Royale)
- 2007: Daphne (Fernsehfilm)
- 2008: Inspector Barnaby (Midsomer Murders) Fernsehserie, Staffel 11, Folge 1: Wenn der Morgen graut (Shot At Dawn)
- 2009: Victoria, die junge Königin (The Young Victoria)
- 2010: Material Girls (Fernsehserie)
- 2010: Aftermath (Fernsehserie)
- 2013: A Belfast Story
- 2015: Survivor
- 2016: Inspector Barnaby (Midsomer Murders) Fernsehserie, Staffel 18, Folge 5: Heilige und Eilige (Saints And Sinners)
- 2022: Andor (Fernsehserie)

## Auszeichnungen
- 2001: Clarence Derwent Award für seine Darstellung im Theaterstücke House/Garden
- 2002: Laurence Olivier Award, Nominierung als „Bester Nebendarsteller“ in Privates on Parade[1]